# Evian Masters 2011
De Evian Masters presented by Societé Ganerale wordt in 2011 gehouden van 21-24 juli op de Evian Masters Golf Club in Évian, Frankrijk.

## Verslag

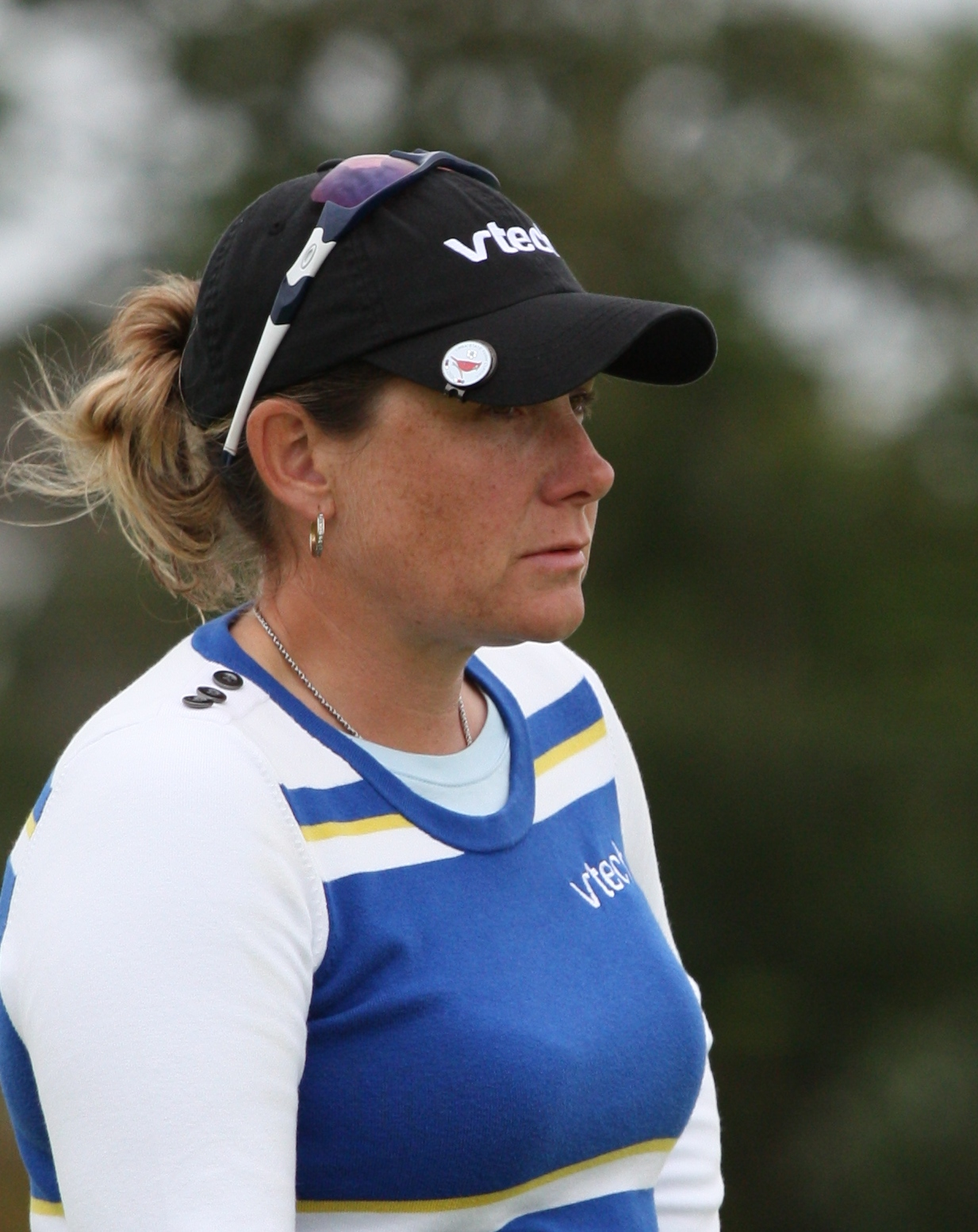
Karen Stupples
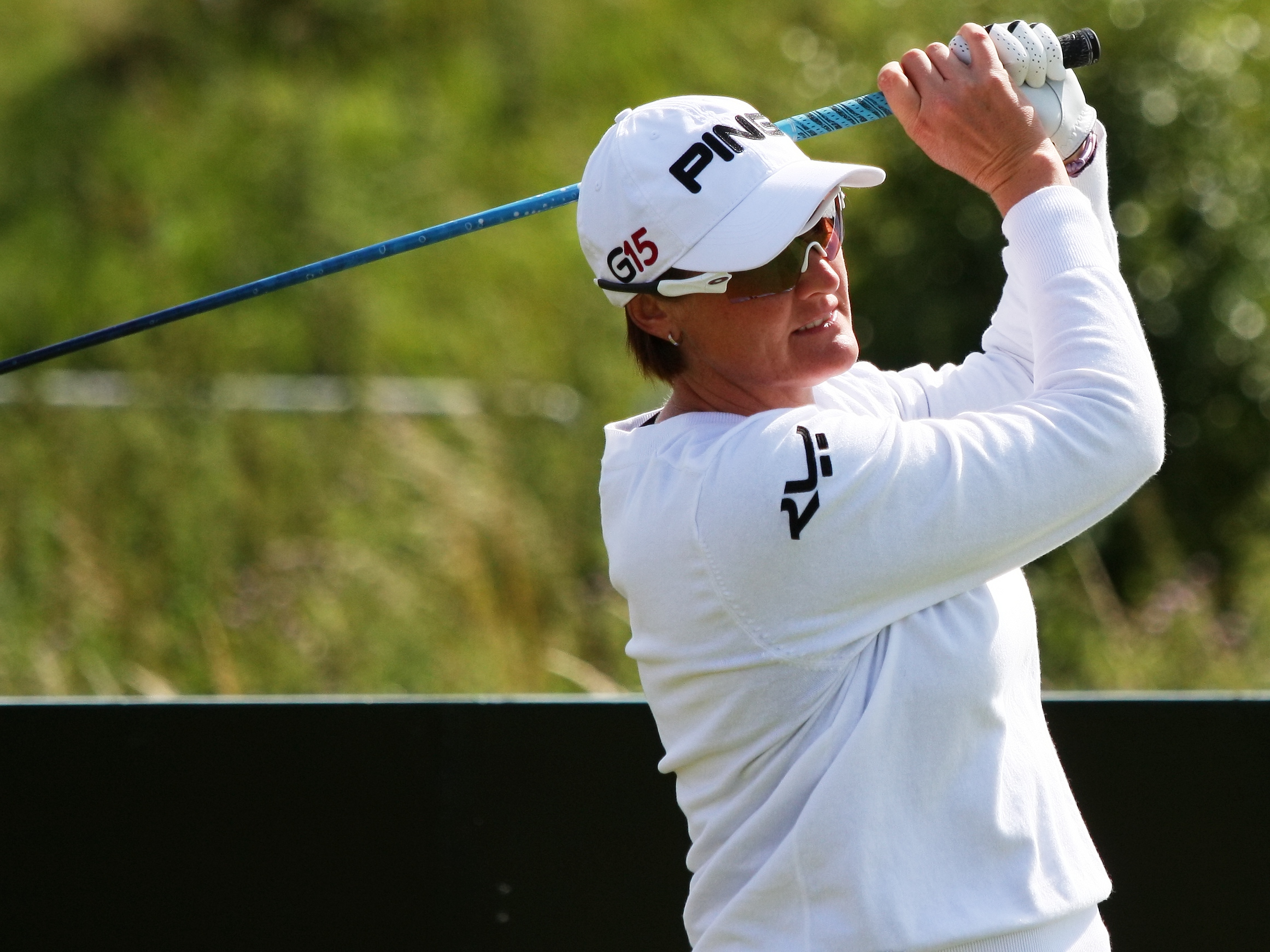
Maria Hjorth
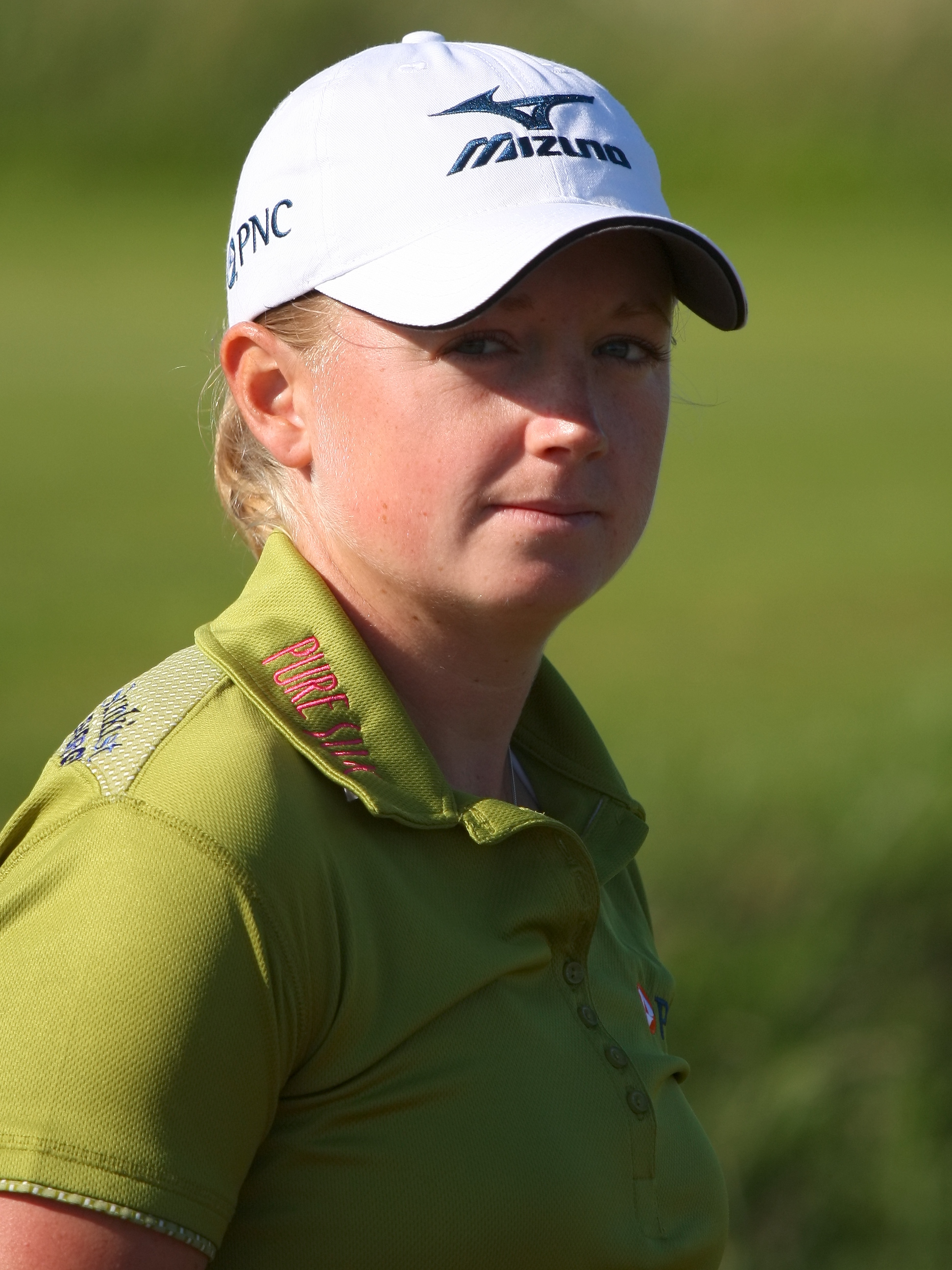
Stacy Lewis

Ronde 1
De top van de Ladies European Tour is weer in Evian. Er doen 111 speelsters mee. Het regent maar er komen goede scores binnen. Er zijn enkele dames binnen met -5, Virginie Lagoutte is met -3 voorlopig de beste Française. Stacey Lewis ging even op hole 14 naar -6 maar maakte daarna een dubbel-bogey. Veertig spelers hebben een score onder par.
Rone 2
De Japanse Miki Saiki ging vanmiddag aan de leiding maar heeft slechts één slag voorsprong op vijf speelsters die de tweede plaats delen. Christel Boeljon heeft de cut  gemist.
Ronde 3
Een andere Japanse speelster heeft de leiding overgenomen, Ai Miyazato die in 2009 het toernooi won.
Ronde 4
Miyazato en Lewis speelden samen in de laatste partij en brachten beiden een score van 70 binnen, dus daar veranderde niets.
Miyazato heeft al vijf toernooien op de Amerikaanse Tour gewonnen en stond zelfs kort op de eerste plaats van de wereldranglijst. Zij heeft samen met Miko Miyazato en Momoko Ueda een stichting opgericht ter ondersteuning van de slachtoffers van de zeebeving in Japan van maart 2011. Een deel van het prijzengeld van de Evian Masters zal zij aan de stichting geven.
- Leaderboard[dode link]

| Naam             | R1 | Score | Nr  | R2 | Score | Totaal | Nr | R3 | Score | Totaal | Nr  | R4 | Score | Totaal | Nr  |
| ---------------- | -- | ----- | --- | -- | ----- | ------ | -- | -- | ----- | ------ | --- | -- | ----- | ------ | --- |
| Ai Miyazato      | 68 | -4    | T4  | 68 | -4    | -8     | T2 | 67 | -5    | -13    | 1   | 70 | -2    | -15    | 1   |
| Stacy Lewis      | 69 | -3    | T8  | 67 | -5    | -8     | T2 | 69 | -3    | -11    | T2  | 70 | -2    | -13    | 2   |
| Miki Saiki       | 68 | -4    | T4  | 67 | -5    | -9     | 1  | 70 | -2    | -11    | T2  | 71 | -1    | -12    | T3  |
| Maria Hjorth     | 67 | -5    | T1  | 69 | -3    | -8     | T2 | 70 | -2    | -10    | T6  | 72 | par   | -10    | T9  |
| Shin A Ahn       | 67 | -5    | T1  | 69 | -3    | -8     | T2 | 71 | -1    | -9     | T8  | 71 | -1    | -10    | T9  |
| Karen Stupples   | 67 | -5    | T1  | 70 | -2    | -7     | T7 | 73 | +1    | -6     | T18 | 74 | +2    | -4     | T29 |
| Christel Boeljon | 73 | +1    | T54 | 74 | +2    | +3     | MC |    |       |        |     |    |       |        |     |

- Karen Stupples
- Maria Hjorth
- Stacy Lewis

## Speelsters
| - Caroline Afonso - Shin A Ahn - Sun Ju Ahn - Yukari Baba - Kyeong Bae - Amanda Blumenherst - Christel Boeljon - Heather Bowie Young - Rebecca D Brewerton - Anne-Lise Caudal - Chella Choi - Na Yeon Choi - Paula Creamer - Laura J Davies - Shanshan Feng - Yuri Fudoh - Akiko Fukushima - Katie Futcher - Sandra Gal - Sophie Giquel-Bettan - Julieta Granada - Natalie Gulbis - Sophie Gustafson - Hee W Han - Mayu Hattori - Caroline Hedwall - Maria A Hjorth - Ran Hong | - Amy Hung - M.J. Hur - Pat Hurst - Vicky Hurst - Akane Iijoma - Juli Inkster - Eun H Ji - Patricia M Johnson - Zuzana Kamasova - Kumiko Kaneda - Jimin Kang - Cristie Kerr - Christina Kim - Hye-Youn Kim - Hyun-Ji Kim - In Kyung Kim - Mindy Kim - Song-Hee Kim - Rui Kitada - Candie Kung - Cindy Lacrosse - Virginie Lagoutte-Clement - Brittany Lang - Jee Y Lee - Ji-Woo Lee - Meena Lee - Seon Hwa Lee - Seung-Hyun Lee | - Stacy Lewis - Ji-Na Lim - Brittany Lincicome - Diana Luna - Paige Mackenzie - Catriona Matthew - Kristy McPherson - Ai Miyazato (2009) - Mika Miyazato - Hiromi Mogi - Rikako Morita - Azahara Munoz - Sharmila Nicollet - Gwladys Nocera - Haru Nomura - Anna Nordquist - Ryann O'Toole - Shiho Oyama - Lee-Anne Pace - Se R Pak - Grace Park - Hee Y Park - In-Bee Park - Florentyna Parker - Suzann Pettersen - Stacy Prammanasudh - Morgan Pressel - Beatriz Recari | - Melissa R Reid - Caroline Rominger - Ritsuka Ryu - So Ryu - Miki Saiki - Hee-Kyung Seo - Alena Sharp - Jiyai Shin - Ashleigh Simon - Kristie L Smith - Jennifer Song - Angela Stanford - Karen L Stupples - Alexis Thompson - Iben Tinning - Yani Tseng - Momoko Ueda - Ayako Uehara - Mariajo Uribe - Maria Verchenova - Wendy Ward - Karrie A Webb - Michelle Wie - Lindsey Wright - Amy Yang - Sun Y Yoo - Seul-A Yoon |